# فرودگاه بین‌المللی نوسوری
فرودگاه بین‌المللی نوسوری (به انگلیسی: Nausori International Airport) یک فرودگاه همگانی با کد یاتا SUV است . این فرودگاه در شهر سووا کشور فیجی قرار دارد و در ارتفاع ۵ متری از سطح دریا واقع شده‌است.

## شرکت‌های هواپیمایی و مقصدهای پروازی
| شرکت‌های هواپیمایی               | مقصدهای پروازی                                                                          | Terminal      |
| ------------------------------- | --------------------------------------------------------------------------------------- | ------------- |
| ایر وانواتو                     | باورفیلد                                                                                | International |
| فیجی ایرویز                     | اوکلند، باورفیلد، سیدنی                                                                 | International |
| فیجی ایرویز اجرا توسط فیجی لینک | سیسیا، وونیسیا، کورو، لاباسا، لکبا، نادی، سووسوو، ماتی، وانوابالاوو، وونیسیا            | Domestic      |
| فیجی ایرویز اجرا توسط فیجی لینک | فالئولو، فونافوتی، فوآموتو                                                              | International |
| Northern Air                    | صحرایی لوکا، لاباسا، موالا، نادی، کورو، Gau، Savusavu، ماتی، روتوما، Laucala، Ono-I-Lau | National      |